# NGC 5330
NGC 5330 (другие обозначения — ESO 445-68, MCG -5-33-28A, PGC 49316) — эллиптическая галактика (E) в созвездии Гидра.
Этот объект входит в число перечисленных в оригинальной редакции «Нового общего каталога».